# Радиогорка (микрорайон)
Радиогорка — микрорайон на северной стороне Севастополя. Назван по одноименному холму, на котором он расположен.
Строительство началось 31 мая 1979 года. Застроен 5- и 9-этажными домами в 80-е годы XX столетия.
Главные улицы: Симонка, Громова, Михайловская.
Границы микрорайона не полностью совпадают с границами одноимённого холма. Так, к микрорайону не относится многоэтажная застройка в Михайловской балке, которая не является частью застройки холма Радиогорка. Застройка частными домами и дачами на запад от улицы Громова напрямую не связана с микрорайоном, однако благодаря инфраструктурному единству может считаться его частью.
Ранее на месте многоэтажек было Михайловское кладбище павших во время первой обороны Севастополя. Часть захоронений была перенесена на Братское кладбище участников обороны 1854—1855. При строительстве школы № 53 и прилегающих к ней домов под землей обнаружили линию обороны 1941 года: окопы, блиндажи, медсанбат. Раскопки не проводили.

## Транспорт
- К причалу в бухте Матюшенко ходит катер от Артбухты. Маршрут катера называется «'Артбухта — Радиогорка»'.

- Через район проходят 4 автобусных маршрута: № 43, № 49, № 55, № 56.

## Достопримечательности
- Михайловская батарея, находится рядом с причалом катера «Радиогорка».
- Северный форт, находится на границе Радиогорки и улицы Челюскинцев.
- Береговая мортирная батарея №7 находится на улице Симонка.

## Галерея

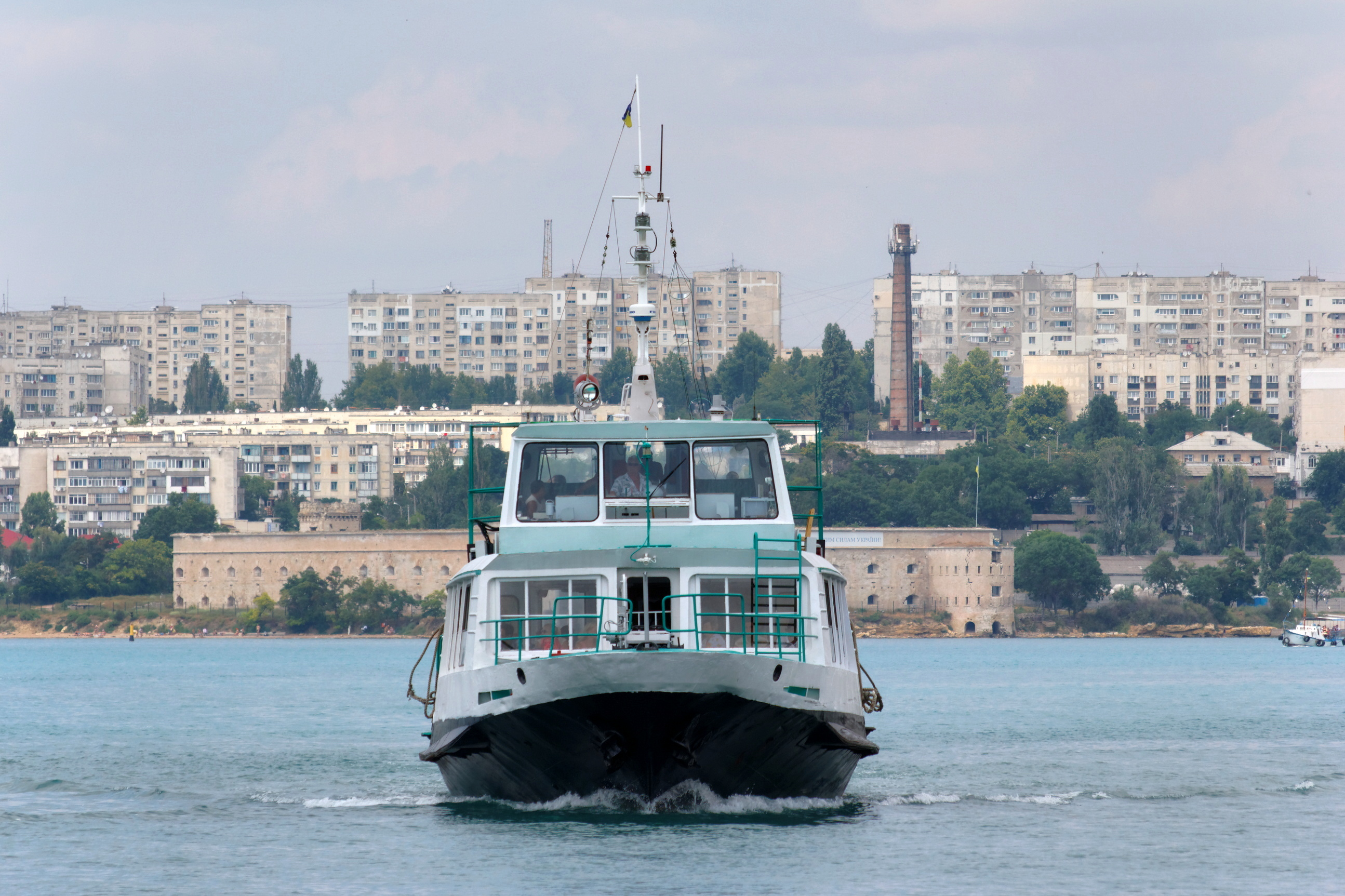
Городской катер подходит к причалу в Артиллерийской бухте, сзади видна Радиогорка.
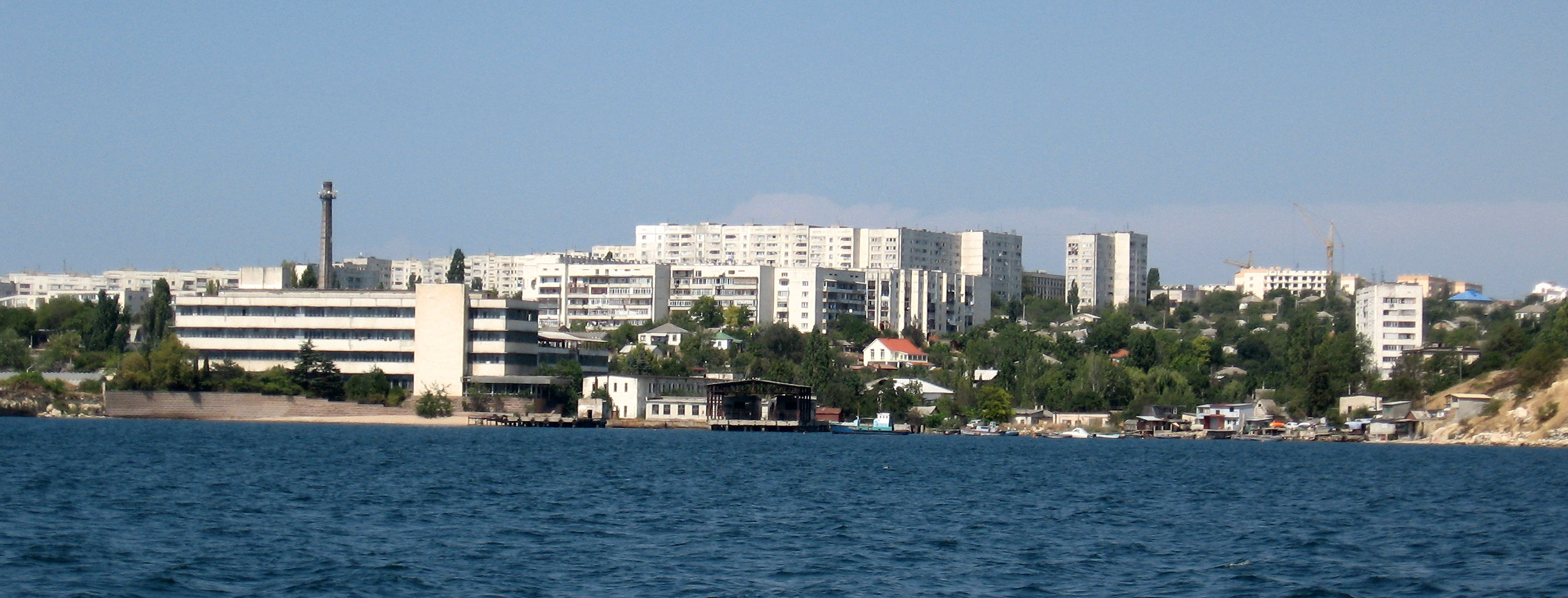
Радиогорка со стороны Михайловской балки. Балка не относится к холму Радиогорка, но принадлежит микрорайону Радиогорка.
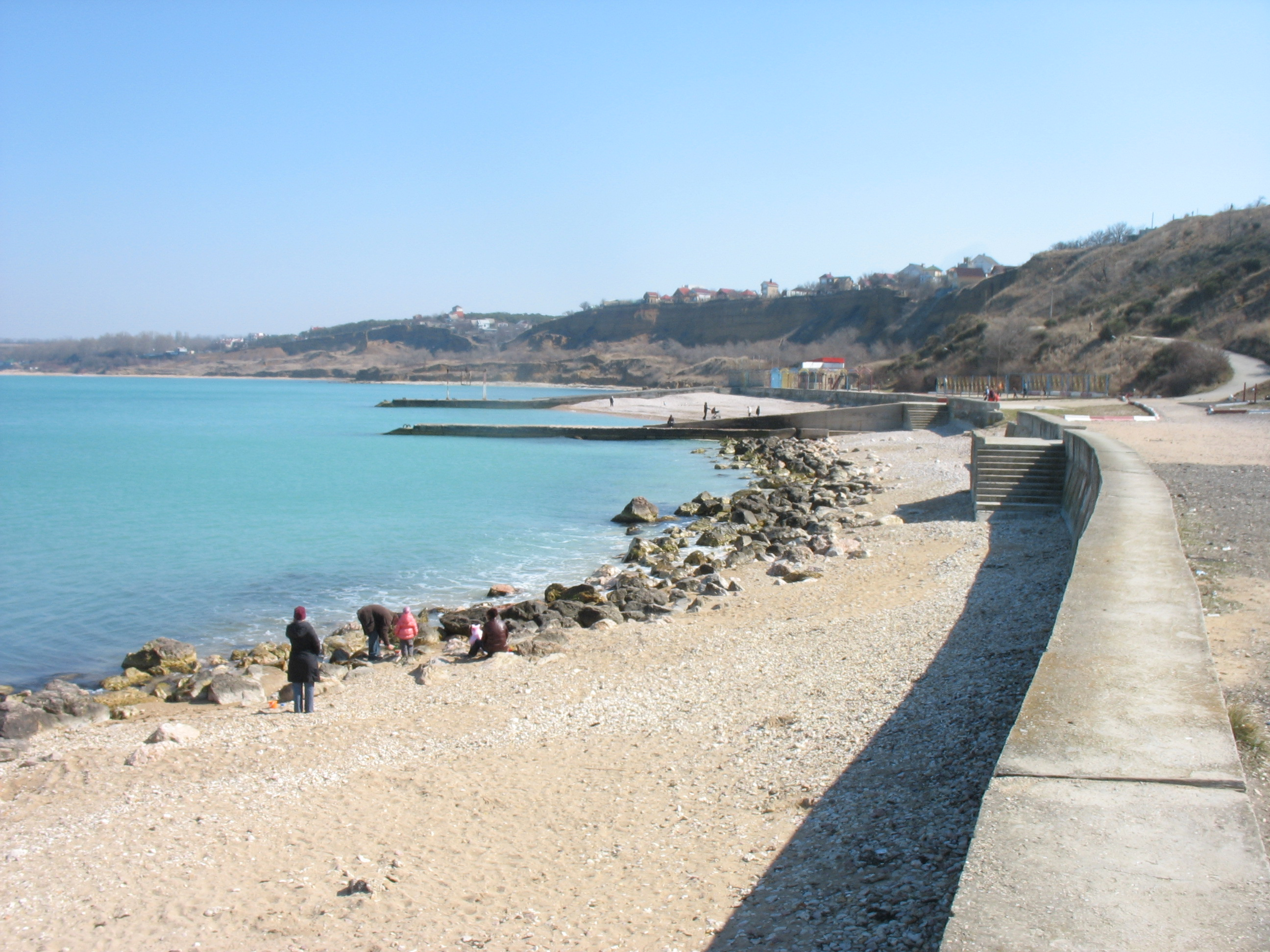
Пляж «Толстый» рядом с микрорайоном, на западном берегу Крыма.